# Linha Azul do Metropolitano de Lisboa
A Linha Azul ou Linha da Gaivota é uma das quatro linhas do Metropolitano de Lisboa. Tem cerca de 13,7 km de comprimento e conta com 18 estações. É a única linha do Metropolitano de Lisboa inteiramente subterrânea, sem qualquer viaduto. Conta com um ramal de serviço com 316 m para ligação à Linha Verde, que entronca imediatamente a sul da estação comum Baixa-Chiado. Em 2004 tornou-se a segunda linha a sair do concelho de Lisboa.

## História
| de                    | a                     | inauguração            |
| --------------------- | --------------------- | ---------------------- |
| Reboleira             | Amadora Este          | 13 de abril de 2016    |
| Amadora Este          | Pontinha              | 15 de maio de 2004     |
| Pontinha              | Colégio Militar / Luz | 18 de outubro de 1997  |
| Colégio Militar / Luz | Jardim Zoológico      | 14 de outubro de 1988  |
| Jardim Zoológico      | Restauradores         | 29 de dezembro de 1959 |
| Restauradores         | Baixa-Chiado          | 8 de agosto de 1998    |
| Baixa-Chiado          | Santa Apolónia        | 19 de dezembro de 2007 |

A Linha Azul foi inaugurada em 1959 com o troço entre Sete Rios e Restauradores. Entre 1963 e 1972 foi sucessivamente prolongada desde os Restauradores até Alvalade, passando, entre outras, pelas estações do Rossio, Alameda e Areeiro.
Na fase inicial do projeto de prolongamentos e desconexão da Rotunda (PER I), a “nova” linha (Pontinha) - Colégio Militar / Luz - Restauradores - (Baixa-Chiado) era identificada nos planos (não no terreno) com a letra "A" (que se manteve, ainda que não em uso corrente) e a cor vermelha.
Em 1988 foi prolongada desde Sete Rios até ao Colégio Militar / Luz e em 1993 desde Alvalade Alvalade até Campo Grande.
Em 1995 foi concluída a sua desconexão da actual Linha Amarela com a construção da estação-interface do Rotunda, tornando-se assim numa das duas primeiras linhas independentes da rede.

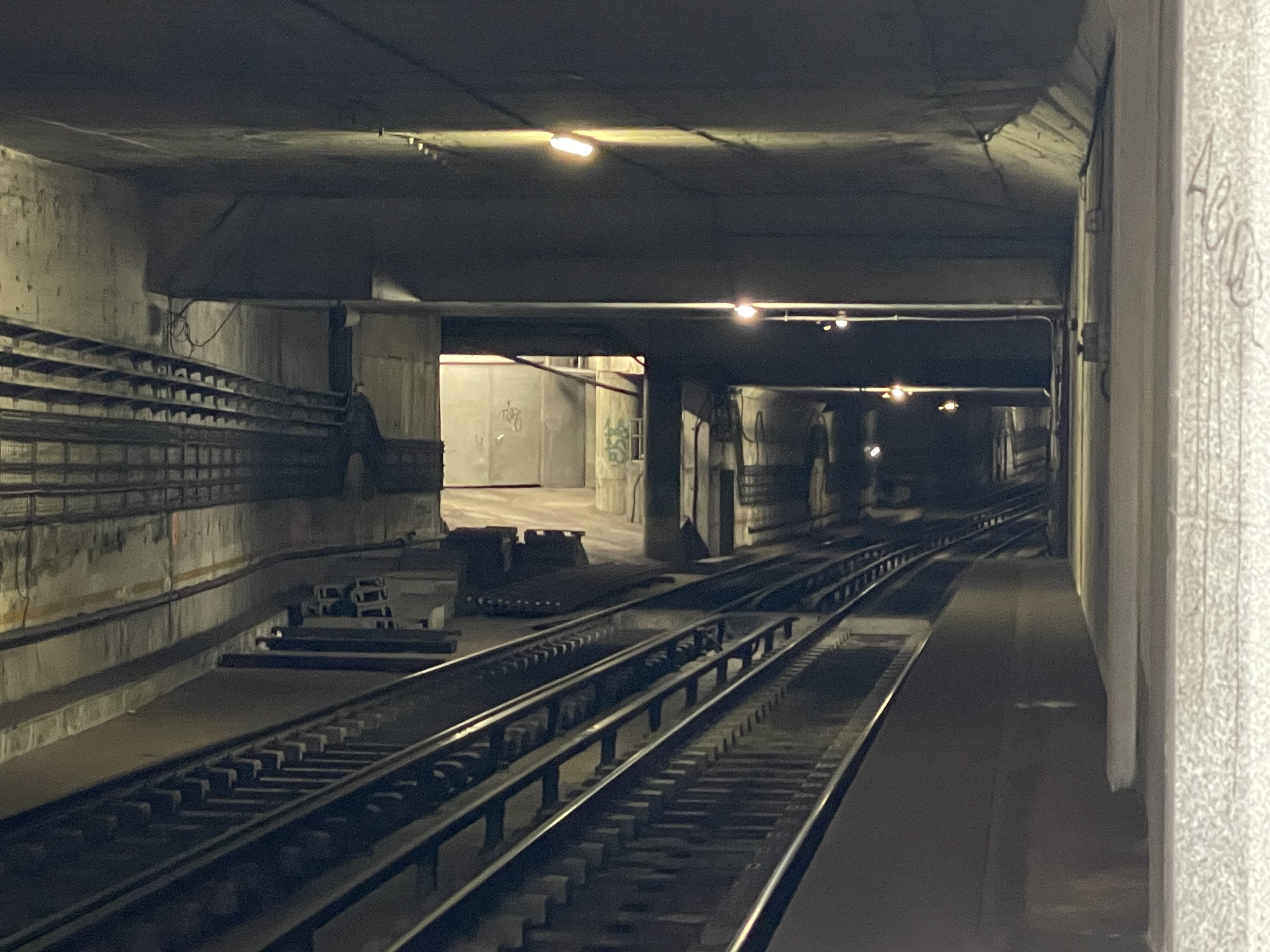
Túnel desativado de ligação Restauradores-Rossio

Em 1997, a Linha Azul chegou à Pontinha e, um ano mais tarde, foi concluída a estação-interface da Baixa-Chiado, com a eliminação da ligação Restauradores-Rossio e a criação da actual Linha Verde a partir do troço Rossio - Campo Grande. 
Em 2004 a Linha Azul tornou-se na segunda linha a sair dos limites da cidade, juntando a Pontinha Pontinha à estação da Amadora Este. Em alternativa, chegou a cogitar-se a reintrodução dos elétricos da Carris no eixo Sete Rios - Carnide, desta vez com velocidade e capacidade aumentadas através dos novos veículos articulados adquiridos pela empresa em 1995, prolongado até à Pontinha e à Amadora. Porém, em 1995 já este projeto havia sido abandonado em favor do metropolitano.
Em 2007 a Linha Azul foi prolongada desde Baixa-Chiado Baixa-Chiado até Santa Apolónia, com passagem pela estação do Terreiro do Paço. Em 2016 foi inaugurada a ligação entre a Amadora Este e a Reboleira.
A 29 de setembro de 2020, parte do túnel perto da estação Praça de Espanha desabou, na sequência das obras à superfície levadas a cabo pela Câmara Municipal de Lisboa. Esta situação provocou quatro feridos ligeiros, e levou à interrupção da Linha Azul entre as estações Laranjeiras e Marquês de Pombal. De forma a minimizar os transtornos causados, a Carris procedeu ao reforço das carreiras 726 e 746, com a colocação de mais autocarros em circulação, em horário prolongado.

## Parques de Material e Oficinas

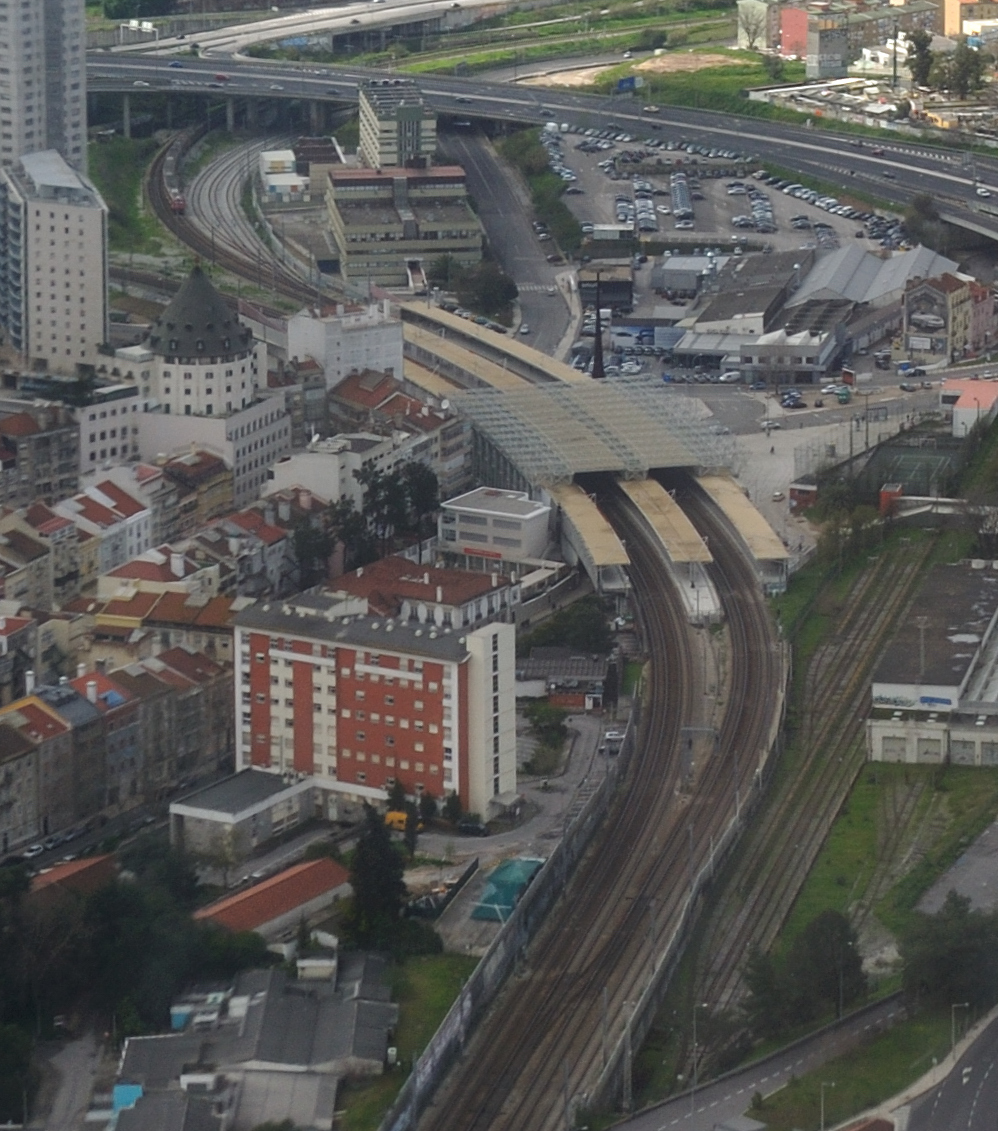
Vestígios do P.M.O. I e local de insersão do ramal algaliado que entroncava na Linha de Cintura — já desativados nesta foto de 2010.

Nesta linha tem/teve acesso à rede os P.M.O.s I e III.

### P.M.O. I Sete Rios
Foi o primeiro Parque de Máquinas e Operações do Metropolitano de Lisboa, tendo servido toda a rede até à desconexão da Rotunda. Entroncava na rede a norte da estação Palhavã (atual Praça de Espanha), na direção Palhavã - São Sebastião. Foi encerrado em meados da década de 1990 e mais tarde transformado em terminal rodoviário para carreiras interurbanas de médio e longo curso.

### P.M.O. III Pontinha
Está situado em Carnide, ocupando uma área, à superfície, de 17 ha. Na primeira fase da sua construção, estava planeado para estacionamento de 22 composições de 6 carruagens cada, seis vias de inspeção de 105 m cada, e 16 vias de grande reparação de 30 cada.

O ramal de acesso oriundo da Pontinha, com 990 m, passa sob o cais norte desta estação.